# Indian Super League 2014
Ročník Indian Super League 2014 (indická Superliga 2014, zkratkou ISL, oficiálním názvem dle sponzora 2014 Hero Indian Super League) probíhal na území Indie od 12. října 2014 do 20. prosince 2014, kdy se odehrálo finále soutěže. Šlo o vůbec první ročník ISL, příčinou vzniku byla snaha dostat fotbal v Indii na vrchol popularity, k čemuž měly napomoci i naverbované bývalé hvězdy světové kopané.
Historicky první titul v ISL získal 20. prosince 2014 klub Atlético de Kolkata po finálové výhře 1:0 nad Kerala Blasters FC.

## Složení týmů
Složení týmů mělo stritkní pravidla. Každý tým musel mít nejméně jednoho "hvězdného hráče", tuto roli plnili v sezóně 2014 Joan Capdevila,
Elano, Luis García, Robert Pirès, David James, Alessandro Del Piero, David Trézéguet, Marco Materazzi, Fredrik Ljungberg, Nicolas Anelka. Dále musel mít minimálně dalších 7 zahraničních hráčů, mezi kterými bylo v první sezóně i 8 českých hráčů - Miroslav Slepička (Goa), Jan Šeda (Goa), Jan Štohanzl (Bombaj), Pavel Čmovš (Bombaj), Marek Čech (Dillí Dynamos), Pavel Eliáš (Dillí Dynamos), Tomáš Josl (NorthEast United) a Jakub Podaný (Kalkata). Každý tým musel mít také alespoň 14 indických hráčů, 4 z nich musí pocházet z města, kde tým hraje.

### Hvězdní hráči (ambasadoři)
| Tým                 | Hvězdný hráč         |
| ------------------- | -------------------- |
| Atlético de Kolkata | Luis García          |
| Chennaiyin FC       | Elano                |
| Delhi Dynamos FC    | Alessandro Del Piero |
| FC Goa              | Robert Pirès         |
| Kerala Blasters FC  | David James          |
| Mumbai City FC      | Fredrik Ljungberg    |
| NorthEast United FC | Joan Capdevila       |
| FC Pune City        | David Trezeguet      |

## Stadiony
Pozn.: abecedně.
| Tým                 | Stadion                               | Kapacita |
| ------------------- | ------------------------------------- | -------- |
| Atlético de Kolkata | Salt Lake Stadium                     | 68 000   |
| Chennaiyin FC       | Jawaharlal Nehru Stadium              | 40 000   |
| Delhi Dynamos       | Jawaharlal Nehru Stadium              | 60 000   |
| FC Goa              | Fatorda Stadium                       | 19 800   |
| Kerala Blasters     | Jawaharlal Nehru Stadium              | 70 000   |
| Mumbai City         | DY Patil Stadium                      | 55 000   |
| NorthEast United FC | Indira Gandhi Athletic Stadium        | 35 000   |
| Pune City           | Shree Shiv Chhatrapati Sports Complex | 11 500   |

## Týmy
Mezi 8 týmů indické Superligy pro sezonu 2014 patřily tyto:
| Tým                 | Hlavní trenér       | Kapitán              | Dodavatel dresů | Sponzor      |
| ------------------- | ------------------- | -------------------- | --------------- | ------------ |
| Atlético de Kolkata | Antonio López Habas | Luis García          | Umbro           | Aircel       |
| Chennaiyin FC       | Marco Materazzi     | Bojan Djordjic       | TYKA            | Ozone Group  |
| Delhi Dynamos       | Harm van Veldhoven  | Alessandro Del Piero | Lotto           | FreeCharge   |
| FC Goa              | Zico                | Robert Pirès         | Adidas          | Videocon D2H |
| Kerala Blasters     | David James         | Penn Orji            | Puma            | Muthoot      |
| Mumbai City FC      | Peter Reid          | Syed Rahim Nabi      | –               | Jabong.com   |
| NorthEast United    | Ricki Herbert       | Joan Capdevila       | Adidas          | HTC          |
| FC Pune City        | Franco Colomba      | David Trezeguet      | Dida            | různé        |

## Základní část

### Ligová tabulka
První čtyři týmy (zelené podbarvení) postoupily do vyřazovací fáze (play-off).
| Poř. | Tým                 | Body | Z  | V | R | P | VG | OG | +/- |
| ---- | ------------------- | ---- | -- | - | - | - | -- | -- | --- |
| 1.   | Chennaiyin FC       | 23   | 14 | 6 | 5 | 3 | 24 | 20 | +4  |
| 2.   | FC Goa              | 22   | 14 | 6 | 4 | 4 | 21 | 12 | +9  |
| 3.   | Atlético de Kolkata | 19   | 14 | 4 | 7 | 3 | 16 | 13 | +3  |
| 4.   | Kerala Blasters     | 19   | 14 | 5 | 4 | 5 | 9  | 11 | -2  |
| 5.   | Delhi Dynamos       | 18   | 14 | 4 | 6 | 4 | 16 | 14 | +2  |
| 6.   | Pune City FC        | 16   | 14 | 4 | 4 | 6 | 12 | 17 | -5  |
| 7.   | Mumbai City FC      | 16   | 14 | 4 | 4 | 6 | 12 | 21 | -9  |
| 8.   | NorthEast United FC | 15   | 14 | 3 | 6 | 5 | 11 | 13 | -2  |

### Křížová tabulka
| Domácí \ Hosté | Atlético de Kolkata | Chennaiyin | Delhi Dynamos | Goa | Kerala Blasters | Mumbai City | NorthEast United | Pune City |
| -------------- | ------------------- | ---------- | ------------- | --- | --------------- | ----------- | ---------------- | --------- |
| Atlético       | –                   | 0–0        | 1–1           | 1–1 | 1–1             | 3–0         | 1–0              | 1–3       |
| Chennaiyin     | 1–1                 | –          | 2–2           | 1–3 | 2–1             | 5–1         | 2–2              | 3–1       |
| Delhi D.       | 0–0                 | 4–1        | –             | 1–4 | 0–1             | 4–1         | 0–0              | 0–0       |
| Goa            | 1–2                 | 1–2        | 2–1           | –   | 3–0             | 0–0         | 3–0              | 2–0       |
| Kerala B.      | 2–1                 | 0–1        | 0–0           | 1–0 | –               | 0–0         | 0–0              | 1–0       |
| Mumbai City    | 2–1                 | 0–3        | 1–0           | 0–0 | 1–0             | –           | 0–2              | 5–0       |
| NorthEast Utd  | 0–2                 | 3–0        | 1–2           | 1–1 | 1–0             | 1–1         | –                | 0–0       |
| Pune City      | 1–1                 | 1–1        | 0–1           | 2–0 | 1–2             | 2–0         | 1–0              | –         |

Pozn.: domácí tým je uveden v levém sloupci.

## Vyřazovací fáze (play-off)

### Semifinále

#### 1. zápasy
| 13. 12. 2014 19:00 IST          |        |               |                                                                                   |
| Kerala Blasters                 | 3 : 0  | Chennaiyin FC | Jawaharlal Nehru Stadium, Kóčin diváci: 60 900 rozhodčí: Pranjal Banerjee (Indie) |
| Ahmed 27' Hume 29' Mathew 90+4' | Report |               | Jawaharlal Nehru Stadium, Kóčin diváci: 60 900 rozhodčí: Pranjal Banerjee (Indie) |

| 14. 12. 2014 19:00 IST |        |        |                                                                              |
| Atlético de Kolkata    | 0 : 0  | FC Goa | Salt Lake Stadium, Kalkata diváci: 53 173 rozhodčí: MB Santosh Kumar (Indie) |
|                        | Report |        | Salt Lake Stadium, Kalkata diváci: 53 173 rozhodčí: MB Santosh Kumar (Indie) |

#### Odvety
| 16. 12. 2014 19:00 IST                   |                |                 |                                                                                  |
| Chennaiyin                               | 3 : 1 (prodl.) | Kerala Blasters | Jawaharlal Nehru Stadium, Čennaí diváci: 25 317 rozhodčí: Tejas Narvekar (Indie) |
| Silvestre 42' Jhingan 76' (vl.) Jeje 90' | Report         | Pearson 117'    | Jawaharlal Nehru Stadium, Čennaí diváci: 25 317 rozhodčí: Tejas Narvekar (Indie) |

| 17. 12. 2014 19:00 IST |                |                     |                                                                           |
| FC Goa                 | 0 : 0 (prodl.) | Atlético de Kolkata | Fatorda Stadium, Goa diváci: 19 012 rozhodčí: Ravšan Irmatov (Uzbekistán) |
|                        | Report         |                     | Fatorda Stadium, Goa diváci: 19 012 rozhodčí: Ravšan Irmatov (Uzbekistán) |

|                            |       | Penaltový rozstřel      |  |
| Santos Ozbey Amiri Miranda | 2 : 4 | Josemi Rafi Jofre Borja |  |

### Finále
| 20. 12. 2014 19:00 IST |        |                     |                                                                               |
| Kerala Blasters        | 0 : 1  | Atlético de Kolkata | DY Patil Stadium, Mumbai diváci: 36 484 rozhodčí: Ravšan Irmatov (Uzbekistán) |
|                        | Report | Rafique 90+5'       | DY Patil Stadium, Mumbai diváci: 36 484 rozhodčí: Ravšan Irmatov (Uzbekistán) |

## Statistiky

### Tabulka nejlepších kanonýrů
Zlatou kopačku vyhrál Elano za nejvyšší počet nastřílených gólů.
| Poř. | Hráč               | Klub                | Góly |
| ---- | ------------------ | ------------------- | ---- |
| 1    | Elano              | Chennaiyin          | 8    |
| 2    | Miroslav Slepička  | Goa                 | 5    |
| 2    | Fikru Teferra      | Atlético de Kolkata | 5    |
| 2    | Iain Hume          | Kerala Blasters     | 5    |
| 2    | Gustavo Marmentini | Delhi Dynamos       | 5    |
| 6    | Stiven Mendoza     | Chennaiyin          | 4    |
| 6    | Bruno Pelissari    | Chennaiyin          | 4    |
| 6    | Kostas Katsouranis | Pune City           | 4    |
| 6    | Koke               | NorthEast United FC | 4    |
| 6    | André Santos       | Goa                 | 4    |

### Tabulka nejlepších nahrávačů
| Poř. | Hráč              | Klub             | Asistence |
| ---- | ----------------- | ---------------- | --------- |
| 1    | Koke              | NorthEast United | 4         |
| 1    | Miroslav Slepička | Goa              | 4         |
| 2    | Iain Hume         | Kerala Blasters  | 3         |
| 2    | Balwant Singh     | Chennaiyin       | 3         |
| 2    | Francis Fernandes | Delhi Dynamos    | 3         |
| 2    | André Santos      | Goa              | 3         |
| 2    | Harmanjot Khabra  | Chennaiyin       | 3         |

### Tabulka nejlepších brankářů
Zlatou rukavici vyhrál Jan Šeda za nejvyšší počet vychytaných nul.
| Poř. | Hráč                    | Klub                | Čistá konta |
| ---- | ----------------------- | ------------------- | ----------- |
| 1    | Jan Šeda                | Goa                 | 7           |
| 2    | Subrata Pal             | Mumbai City         | 6           |
| 3    | David James             | Kerala Blasters     | 5           |
| 3    | Kristof Van Hout        | Delhi Dynamos       | 5           |
| 3    | Rehenesh TP             | NorthEast United    | 5           |
| 6    | Subhasish Roy Chowdhury | Atlético de Kolkata | 4           |
| 6    | Apoula Edel             | Atlético de Kolkata | 4           |

### Hattricky
| Hráč         | Klub        | Proti týmu | Výsledek | Datum        |
| ------------ | ----------- | ---------- | -------- | ------------ |
| André Moritz | Mumbai City | Pune City  | 5:0      | 18. 10. 2014 |

## Vítěz
| Indian Super League 2014 Atlético de Kolkata 1. titul |